# Marko Jeremić
Marko Jeremić (in serbo Марко Јеремић?; Novi Sad, 23 novembre 1991) è un cestista serbo.